# Судовий процес проти РФ через вторгнення російських військ в Україну
Справа щодо неіснуючого «геноциду» російськомовних в Україні або Судовий процес проти Російської Федерації через вторгнення російських військ в Україну — це позов України проти Росії до Міжнародного суду ООН у Гаазі після початку повномасштабного вторгнення в Україну 24 лютого 2022 року.
16 березня 2022 року Суд ухвалив проміжне рішення щодо запобіжних заходів .

## Передумови
На відміну від російської агресії на сході України, що триває з 2014 року, цього разу російська влада почала обґрунтовувати своє вторгнення в Україну неіснуючим «геноцидом російськомовних». Президент Росії Володимир Путін зранку 24 лютого, віддаючи наказ про вторгнення в Україну, сказав, що «ми повинні зупинити це звірство, цей геноцид». Цей факт дозволив розпочати процес проти РФ навіть без її згоди… щоб «захистити» людей від «геноциду».
Насправді за словами адвоката України у Міжнародному суді ООН Кориневич Антон Олександрович, «Росія та її політичне керівництво та армія вчиняють злочини проти людяності та воєнні злочини в Україні» («it is Russia and its political leadership and military personnel who commit crimes against humanity and war crimes on the territory of Ukraine»).
26 лютого 2022 року Україна подала позов до Міжнародного суду ООН щодо порушення Росією Конвенції про запобігання злочину геноциду та покарання за нього. Також Україна відразу подала клопотання про запобіжні заходи, в якому, по суті, просить МС ООН наказати Росії зупинити ведення війни в Україні.

## Позиція України
Геноцидні звинувачення РФ до України є надуманим приводом для нападу на Україну. Війна є безпідставною. Україна претендує на:

право «не піддаватися фальшивим заявам про геноцид» і 

право «не піддаватися військовим операціям іншої держави на своїй території на основі (зловживання) Конвенцією про геноцид».
- Антон Кориневич, агент України у Суді ООН
- Оксана Золотарьова, співагент України у Суді ООН

Україна просить Суд ухвалити такі тимчасові заходи:
- а. Російська Федерація негайно призупиняє розпочаті 24 лютого 2022 року воєнні дії, заявленою метою яких є «запобігання і покарання» нібито геноциду в Луганській та Донецькій областях України.
- б. Російська Федерація негайно забезпечує, щоби будь-які військові або нерегулярні збройні формування, якими вона керує або підтримує, а також будь-які організації та особи не сприяли військовим операціям, метою яких декларується «запобігання» чи «покарання» за нібито вчинення Україною геноциду.
- в. Російська Федерація утримується від будь-яких дій, що ускладнюють цей спір.
- г. Російська Федерація звітує Суду про виконання цього наказу.[3]

## Надзвичайні слухання
Суд ООН у Гаазі погодився провести надзвичайно термінові слухання у понеділок 7 березня 2022 року і вже найближчим часом має винести проміжне рішення.
У листі від 5 березня 2022 року посол Росії в Нідерландах Александр Шульгін повідомив, що Росія відмовляється брати участь у процесі. Утім, відмова РФ від захисту не зупиняє слухання.
16 березня 2022 року Міжнародний суд у Гаазі, ухвалив проміжне рішення про тимчасові запобіжні заходи на користь України:
- Росія повинна «негайно зупинити військові операції, які почала 24 лютого на території України («за» — 13 голосів, «проти» — Гєворкян Кірілл (РФ), Сюе Ханьцінь (Китай));
- Росія повинна забезпечити, щоб будь-які військові або парамілітарні угруповання, які вона підтримує або якими керує, так само як і будь-які організації чи люди, які їй підконтрольні, не вдавалися до подальших військових дій («за» — 13 голосів, «проти» — Гєворкян Кірілл (РФ), Сюе Ханьцінь (Китай));
- обидві сторони повинні утриматися від «будь-яких дій, які можуть поглибити або розширити суперечку перед судом або зробити її складнішою для вирішення» (одностайно).[5][6]

## Підтримка України
Улітку 2022 у справу проти РФ з підтримкою України вступили 32 держави, а у вересні того ж року — також США:
- Австралія
- Австрія
- Бельгія
- Болгарія
- Велика Британія
- Греція
- Данія
- Естонія
- Ірландія
- Іспанія
- Італія
- Канада
- Кіпр
- Латвія
- Литва [9]
- Ліхтенштейн
- Люксембург
- Мальта
- Нідерланди
- Німеччина
- Нова Зеландія
- Норвегія
- Польща
- Португалія
- Румунія
- Словаччина
- Словенія
- Фінляндія
- Франція
- Хорватія
- Чехія
- Швеція
- США.

Держави вважають, що дії РФ порушують і їх інтереси, оскільки використання брехливих звинувачень у геноциді для початку збройної агресії руйнує світовий правопорядок, створений після Другої світової війни. А отже, це стосується не лише України.

## Хід справи
1 липня 2022 року Україна подала Меморандум до Міжнародного суду ООН із доказами порушення РФ Конвенції про геноцид. З цього часу РФ має три місяці, щоб подати, якщо має, свої заперечення щодо юрисдикції суду по цій справі.
22 серпня 2023 року, відповідно заяви Міжнародного суду ООН № 2023/45 від 22.08.2023, Міжнародний Суд ООН розгляне попередні заперечення Росії у справі «Звинувачення в геноциді згідно з Конвенцією про запобігання злочину геноциду та покарання за нього» наступного місяця. Слухання триватимуть з понеділка 18 вересня до середи 27 вересня 2023 року в Гаазі. Було зазначено, що слухання пройдуть у два раунди: Росія виступить 18 і 25 вересня, а 19 і 25 вересня перед суддями з аргументами виступить Україна. На цьому етапі слухання розглядають юрисдикцію суду (повноваження давати правову оцінку), рішення щодо прийнятності скарги оголошено 2 лютого 2024 року — на розгляд по суті переходить лише твердження України про те, що РФ безпідставно звинуватила Україну у неіснуючому геноциді, що безпосередньо може порушувати Конвенцію про геноцид.

## Виконання рішень суду
Рішення МС ООН є обов'язковими для держав-членів. Суд не має засобів примусу для виконання своїх рішень. Рішення МС ООН держави мають виконувати добровільно та в переважній більшості випадків виконуються. Порушення принципу світового правопорядку щодо мирного врегулювання міждержавних спорів — відмова від засадничих положень ООН.